# Impasse Hautefeuille
Impasse Hautefeuille är en återvändsgata i Quartier de la Monnaie i Paris sjätte arrondissement. Gatans namn är av oklart ursprung. Impasse Hautefeuille börjar vid Rue Hautefeuille 13.

## Omgivningar
- Saint-Germain-des-Prés
- Saint-Séverin
- Rue des Poitevins
- Rue Mazarine
- Rue Guénégaud
- Square Gabriel-Pierné
- Rue de Nevers
- Rue de Nesle
- Hôtel des Monnaies
- Hôtel Sillery-Genlis

## Bilder
| - Gatuskylt. - Saint-Germain-des-Prés. - Saint-Séverin. - Square Gabriel-Pierné. |

## Kommunikationer
- Tunnelbana – linje  – Saint-Michel – Notre-Dame
- Tunnelbana – linjerna   – Odéon
- Busshållplats Saint-Michel – Saint-Germain – Paris bussnät

### Webbkällor
- ”Impasse Hautefeuille”. Mairie de Paris. https://web.archive.org/web/20150910071842/http://www.v2asp.paris.fr/commun/v2asp/v2/nomenclature_voies/Voieactu/4439.nom.htm. Läst 27 oktober 2023.
- ”Impasse Hautefeuille (6ème arrondissement)”. Les rues de Paris. https://web.archive.org/web/20190730021607/http://www.parisrues.com/rues06/paris-06-impasse-hautefeuille.html. Läst 27 oktober 2023.